# Abuja
Abuja (prononcé : /a.bud.ʒa/ en français ; /ə.ˈbuː.d͡ʒə/ en anglais ; en yoruba : Àbújá, prononcé : /à.bú.d͡ʒá/) est la capitale fédérale du Nigeria depuis 1991. Située dans le Territoire de la capitale fédérale, cette ville planifiée de 713,5 km2 est au centre du pays afin d'équilibrer les pouvoirs ethniques et religieux. Elle devient officiellement la capitale du Nigeria le 12 décembre 1991, remplaçant ainsi la mégapole côtière de Lagos. En 2024, on estime qu'Abuja compte 4 026 000 habitants.
La géographie d'Abuja est définie par Aso Rock, un monolithe de 400 m laissé par l'érosion hydrique. Le complexe présidentiel, l'Assemblée nationale, la Cour suprême et une grande partie de la ville s'étendent au sud du rocher. Zuma Rock, un monolithe de 725 m, se trouve juste au nord de la ville sur l'autoroute menant à Kaduna,.

## Histoire

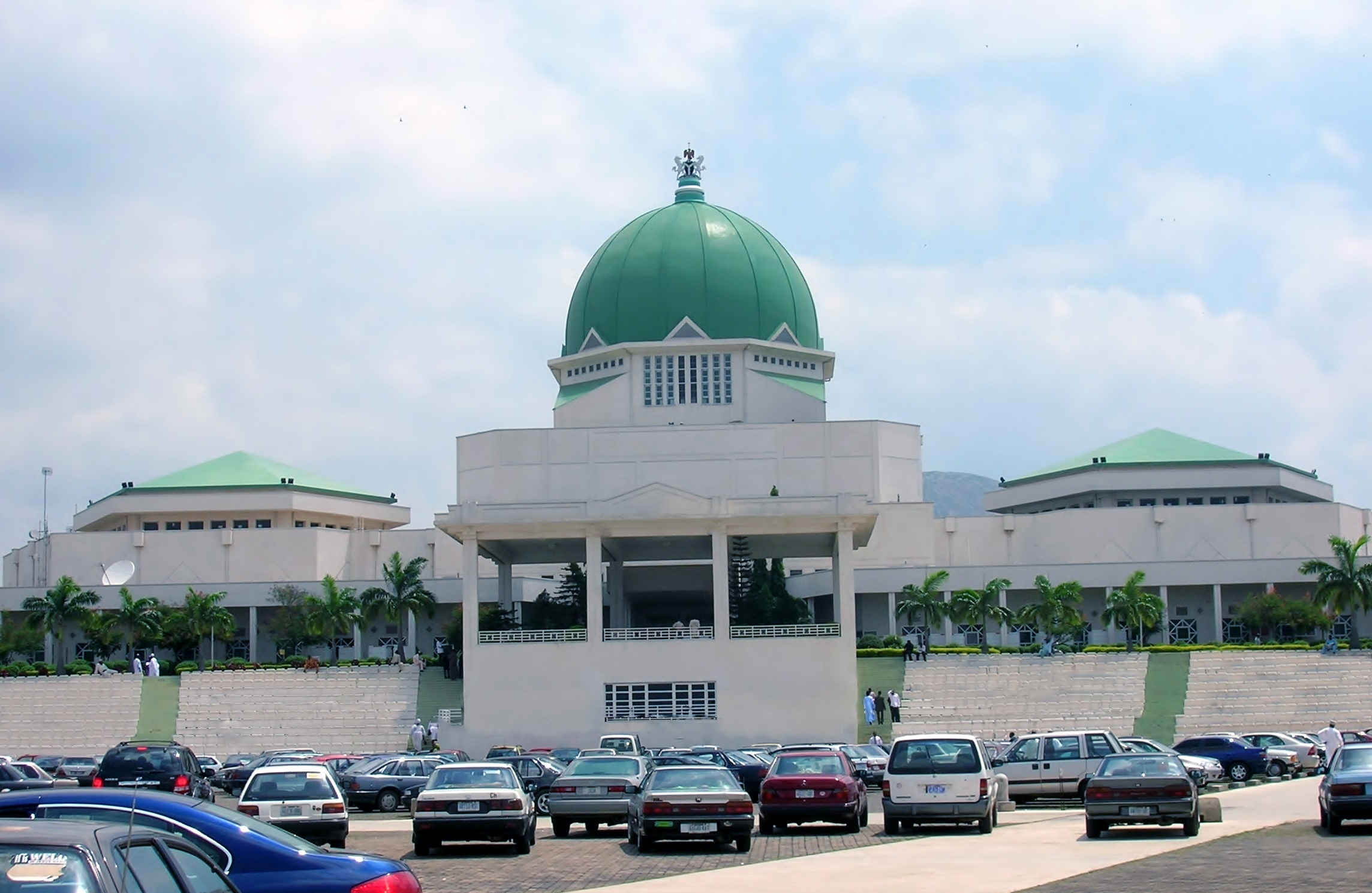
Le Complexe de l'Assemblée nationale.

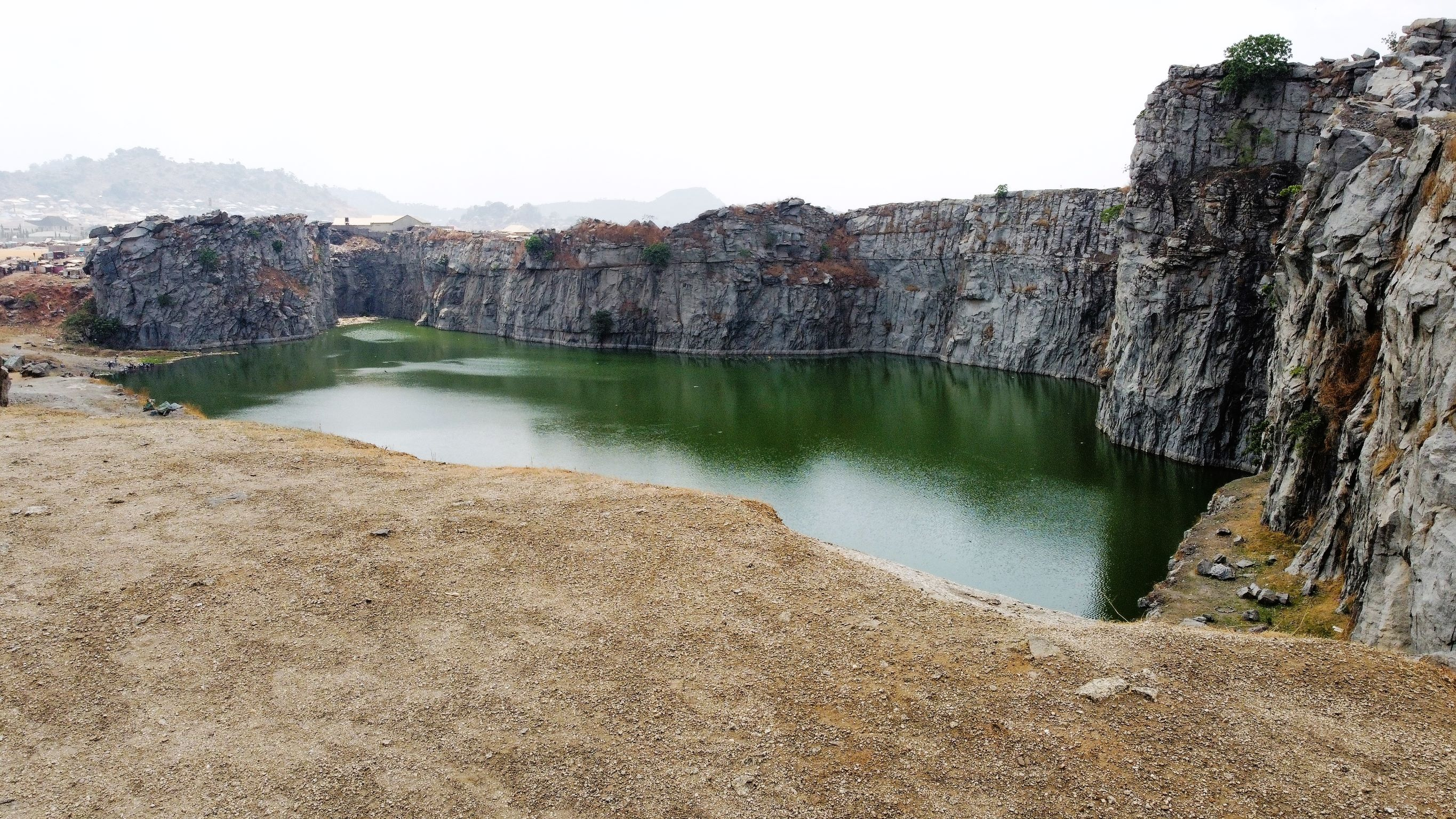
Le roc Crush est une carrière abandonnée près d'Abuja. Elle a été ouverte en 1977, à peine un an après la décision de créer une ville ici, et dans les années 1980 elle a fourni une grande partie des pierres nécessaires à la création de la nouvelle ville. Avril 2021.

Afin de ne pas favoriser une des trois ethnies principales, la décision est prise en 1976 de transférer la capitale dans une région neutre, Lagos étant nettement dominée par les Yorubas. En traçant des lignes « X » sur la carte de Nigeria, l'ancien chef d'État, Murtala Mohammed délimite une zone peu peuplée et propice au développement. 
Les travaux de construction ne débutent cependant qu'en 1981. Le parlement y est transféré en 1987 mais la ville n'est devenue officiellement capitale qu'en 1991.
Le nom est emprunté à celui d'un village, situé à une cinquantaine de kilomètres de la cité actuelle et renommé par la suite Suleja.
Un autre élan pour Abuja est venu du boom démographique de Lagos qui a rendu la ville surpeuplée et les conditions de vie sordides. Alors que Lagos connaissait déjà un développement économique rapide, le gouvernement nigérian a ressenti le besoin d'étendre l'économie vers l'intérieur du pays et a donc décidé de déplacer sa capitale à Abuja. La logique utilisée était similaire à la façon dont le Brésil avait planifié sa capitale, Brasilia.

## Administration
Le Conseil municipal d'Abuja (AMAC) est l'autorité gouvernementale locale chargée d'administrer la ville d'Abuja. Il opère sous la supervision de l'Administration du Territoire de la Capitale Fédérale (FCTA), qui gouverne l'ensemble du Territoire de la Capitale Fédérale (FCT). Le président de l'AMAC est chargé de diriger les activités du conseil et de représenter les intérêts des résidents de la municipalité,. Le ministre de la FCT, Nyesom Wike, dirige la FCTA tandis que le président de l'AMAC est Christopher Zaka Maikalangu.

## Immobilier
L’immobilier est un moteur majeur de l’économie d’Abuja. Cela est en corrélation avec la croissance et les investissements considérables que la ville a connus au cours de son développement. Les sources de cet investissement sont à la fois étrangères et locales. Le secteur immobilier continue d’avoir un impact positif sur la ville, car il constitue une importante source d’emploi.

## Géographie
La capitale se trouve au centre du pays, non loin du confluent du fleuve Niger et de son affluent la Bénoué, dans une région de savane, près du Zuma Rock.

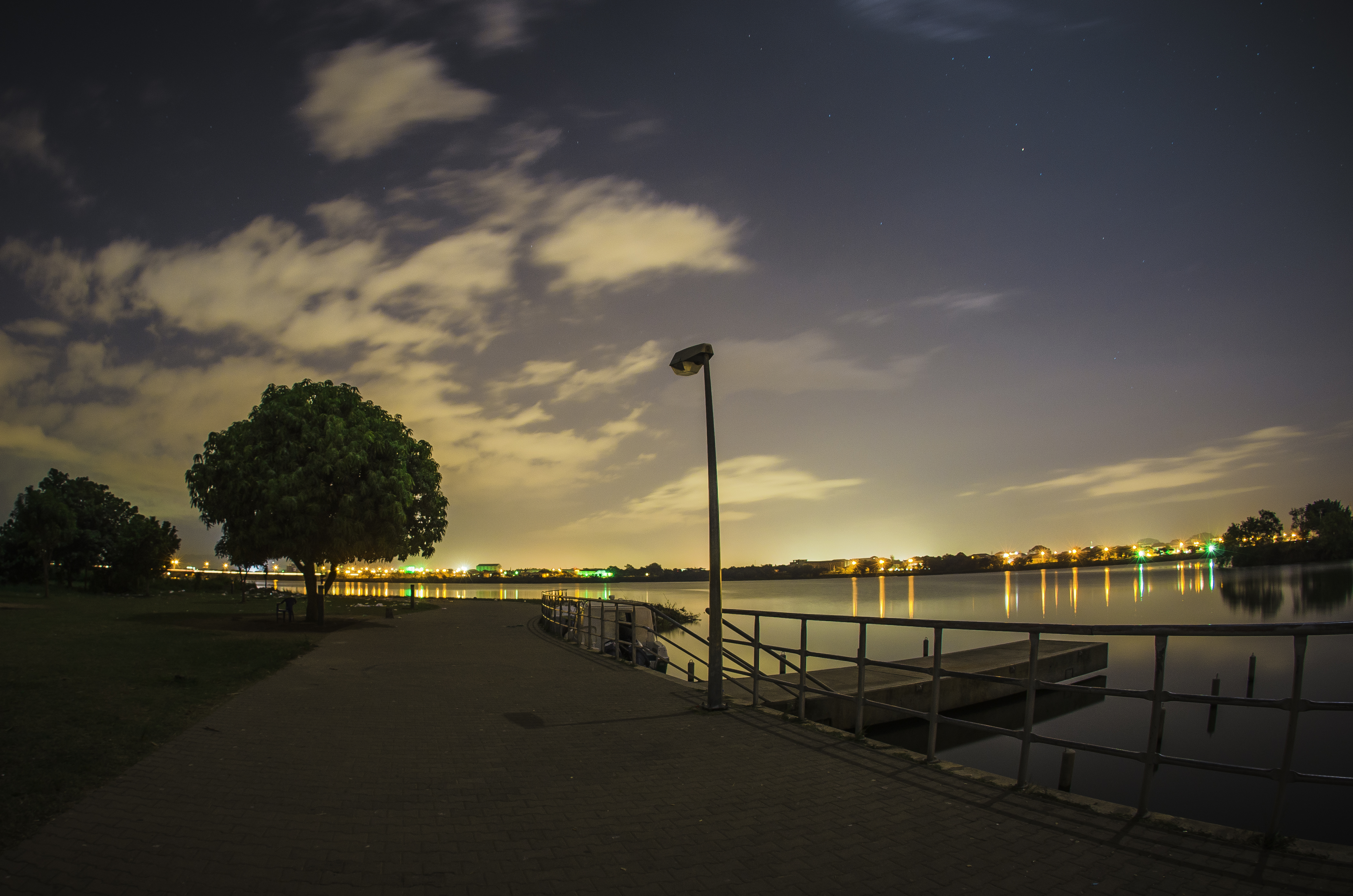
Jabi lake
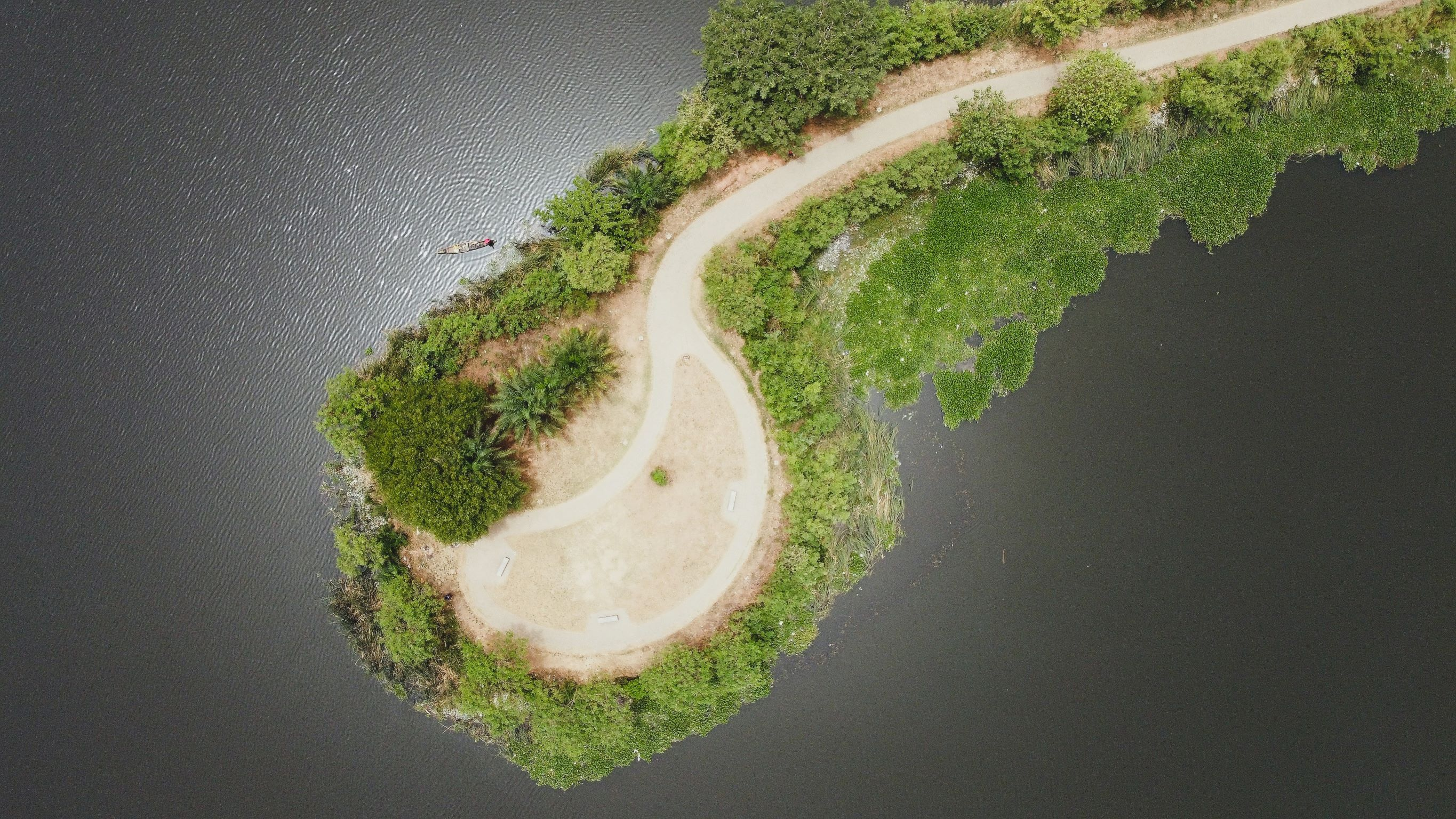
Une presqu'ile artificielle sur le lac Jabi à Abuja. Mars 2021.
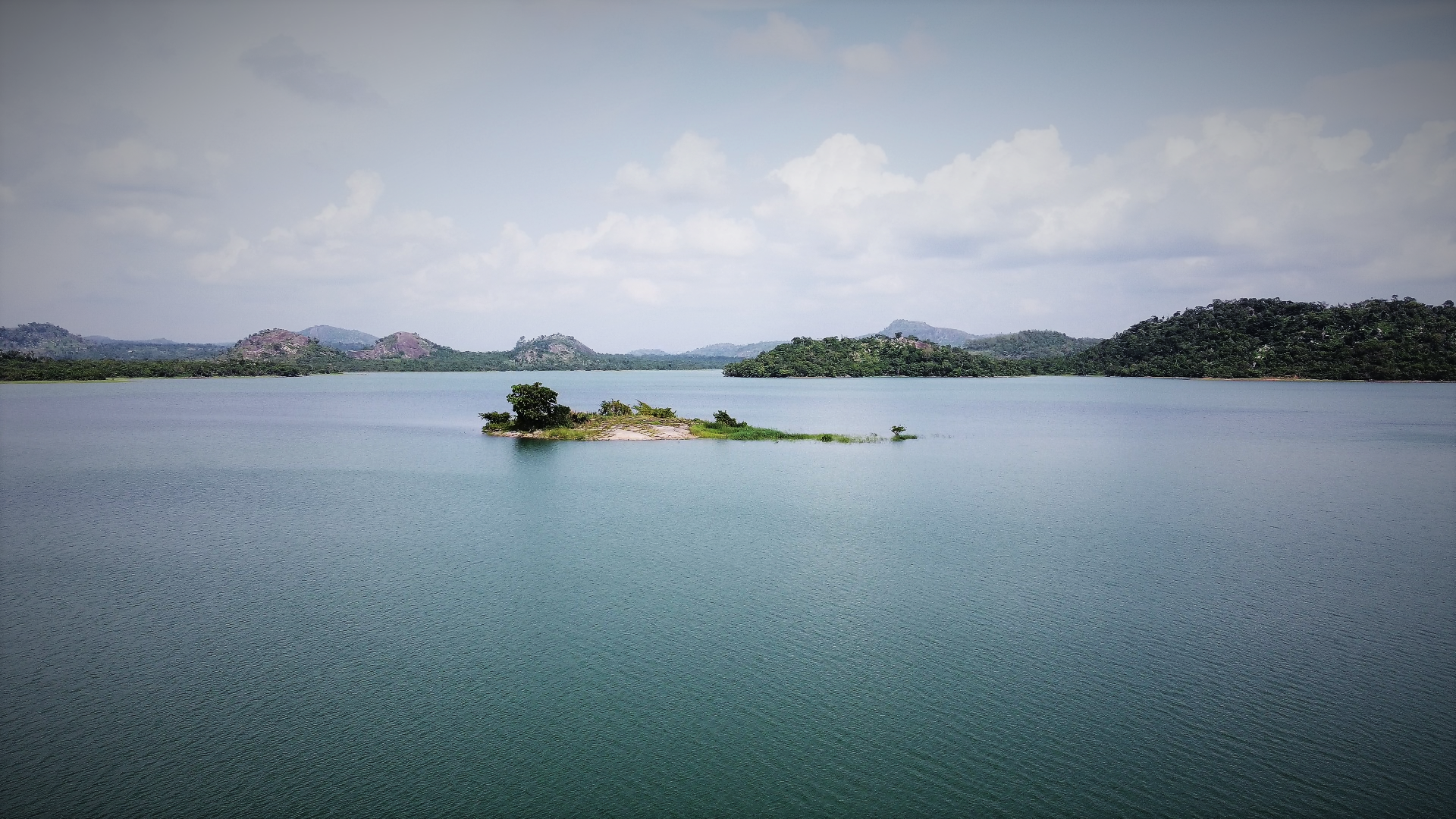
Le lac de barrage Usuma près d'Abuja. Juin 2022.

### Climat
La région d'Abuja est inscrite dans le climat tropical de savane (Köppen: Aw), ainsi que dans l'écorégion de la mosaïque de forêt-savane guinéenne. Son climat se caractérise par deux saisons : l'une sèche de novembre à mars, et une humide d'avril à octobre. Les précipitations les plus fortes se présentent de juillet à septembre.
| Mois                                | jan. | fév. | mars | avril | mai   | juin  | jui.  | août  | sep.  | oct.  | nov. | déc. | année   |
| ----------------------------------- | ---- | ---- | ---- | ----- | ----- | ----- | ----- | ----- | ----- | ----- | ---- | ---- | ------- |
| Température minimale moyenne (°C)   | 20,4 | 25,5 | 24,3 | 24,7  | 19,5  | 18,3  | 21,9  | 17,7  | 17,5  | 21,4  | 15,7 | 15,5 | 20,2    |
| Température moyenne (°C)            | 27,6 | 30,8 | 30,6 | 30,2  | 26,1  | 24,5  | 25,5  | 25,3  | 23,8  | 26,7  | 25,1 | 25,1 | 26,6    |
| Température maximale moyenne (°C)   | 34,7 | 36,8 | 36,9 | 35,6  | 32,7  | 30,6  | 29,1  | 28,9  | 30    | 32    | 34,4 | 34,6 | 33      |
| Précipitations (mm)                 | 1,7  | 5,4  | 11,3 | 62,8  | 134,1 | 164,2 | 217,5 | 262,7 | 253,4 | 103,2 | 3,7  | 1,2  | 1 221,2 |
| Nombre de jours avec précipitations | 0,1  | 0,2  | 1,3  | 4,2   | 9,4   | 12,3  | 14    | 16,2  | 15,9  | 8     | 0,3  | 0,1  | 81,9    |

| Diagramme climatique                                  |             |              |              |               |               |               |               |             |             |             |             |
| J                                                     | F           | M            | A            | M             | J             | J             | A             | S           | O           | N           | D           |
| 34,720,41,7                                           | 36,825,55,4 | 36,924,311,3 | 35,624,762,8 | 32,719,5134,1 | 30,618,3164,2 | 29,121,9217,5 | 28,917,7262,7 | 3017,5253,4 | 3221,4103,2 | 34,415,73,7 | 34,615,51,2 |
| Moyennes : • Temp. maxi et mini °C • Précipitation mm |             |              |              |               |               |               |               |             |             |             |             |

## Démographie
Les prix de l'immobilier étant maintenus à un niveau artificiellement élevé, et l'attrait de l'ancienne capitale Lagos, beaucoup plus important sur le plan culturel notamment, n'ont pas permis à la ville de se développer comme le gouvernement l'espérait.
Depuis 1950, l'évolution démographique de Abuja a été la suivante :
| 1950   | 1960   | 1970   | 1980    | 1990    |
| ------ | ------ | ------ | ------- | ------- |
| 19 000 | 23 000 | 48 000 | 125 000 | 330 000 |

| 2000    | 2010      | 2017      | - | - |
| ------- | --------- | --------- | - | - |
| 833 000 | 1 814 000 | 2 750 000 | - | - |

| Histogramme de l'évolution démographique de Abuja |           |
| \| 1950 \| 19 000 \| \| 1960 \| 23 000 \| \| 1970 \| 48 000 \| \| 1980 \| 125 000 \| \| 1990 \| 330 000 \| \| 2000 \| 833 000 \| \| 2010 \| 1 814 000 \| \| 2017 \| 2 750 000 \| |           |
| 1950 | 19 000    |
| 1960 | 23 000    |
| 1970 | 48 000    |
| 1980 | 125 000   |
| 1990 | 330 000   |
| 2000 | 833 000   |
| 2010 | 1 814 000 |
| 2017 | 2 750 000 |

## Représentations étrangères
En 2024, 112 pays sont représentés à Abuja, par 80 ambassades, 23 hauts commissariats, 7 consulats et une représentation.

## Transport
Abuja possède un aéroport, l'aéroport international Nnamdi Azikiwe, relié au centre-ville par un métro.

## Éducation
Abuja est également connu comme l’un des États du Nigéria qui offre un enseignement postsecondaire de qualité. Elle devient rapidement une attraction pour les étudiants en raison de la présence croissante d'universités publiques et privées. L’université d'Abuja est fondée en 2009.

## Lieux de culte
Le Nigeria compte, en 2015, environ 117 millions de Musulmans et 100 millions de Chrétiens, moins d'un pour cent de la population ayant une autre religion.
Les lieux de cultes sont donc en grande majorité des églises et des temples chrétiens : Église du Nigeria (Communion anglicane), Presbyterian Church of Nigeria (Communion mondiale d'Églises réformées), Convention baptiste nigériane (Alliance baptiste mondiale), Living Faith Church Worldwide, Redeemed Christian Church of God, Assemblées de Dieu, Archidiocèse d'Abuja (Église catholique) et des mosquées musulmanes, dont la Mosquée nationale d'Abuja.

## Jumelages
- Toronto (Canada)
- Buffalo (États-Unis)

## Évènements sportifs organisés
- 2003 : Jeux Panafricains